# Helmut Hoffmann (Tibetologe)
Helmut Hoffmann (* 24. August 1912 in Flensburg; † 8. Oktober 1992 bei Holzkirchen (Oberbayern)) war ein deutscher Indologe und Tibetologe.

## Leben
Ab 1931 studierte er in Freiburg im Breisgau alte Sprachen und Sanskrit, 1932 wechselte er an die Friedrich-Wilhelms-Universität zu Berlin, wo seinerzeit die renommiertesten Orientalisten des deutschsprachigen Raums lehrten. Dort war sein Hauptfach Indologie, daneben studierte er auch Iranistik und zentralasiatische Sprachen (Tibetisch, Mongolisch, (Alt-)Uigurisch, Sogdisch). Sein wichtigster akademischer Lehrer und Doktorvater war Heinrich Lüders, Tibetisch lernte er bei Ferdinand Lessing, Mongolisch bei ebendiesem und Erich Haenisch, Iranisch bei Hans Heinrich Schaeder, Alttürkisch (Uigurisch) bei Annemarie von Gabain. Mit einer Arbeit über Bruchstücke des Ātānātikasūtra aus dem zentralasiatischen Sanskritkanon der Buddhisten wurde er 1939 in Berlin zum Dr. phil. promoviert. Von 1937 bis 1942 arbeitete er bei der Turfankommission der Preußischen Akademie der Wissenschaften, von 1941 bis 1945 als Wissenschaftlicher Referent beim SS-Ahnenerbe, von dessen unwissenschaftlichen Fantasien er sich später aber distanzierte. Er war kein Mitglied der NSDAP. Nach dem Zweiten Weltkrieg, in dem er keinen Militärdienst leisten musste, habilitierte er sich 1945 in Marburg über Quellen zur Geschichte der tibetischen Bon-Religion. Im Jahr darauf wechselte er als Privatdozent für Indologie und Tibetologie an die Universität Hamburg.
Von 1948 bis 1968 lehrte Hoffmann als ordentlicher Professor für Indologie und Iranistik an der Ludwig-Maximilians-Universität München (als Nachfolger des wegen seiner NS-Belastung entlassenen Walther Wüst). Zu seinen akademischen Schülern zählte Hermann Berger, der bei Hoffmann promovierte und habilitierte. Während er der Denomination seines Lehrstuhls entsprechend hauptsächlich Lehrveranstaltungen zum Sanskrit sowie alt- und mitteliranischen Sprachen hielt, war seine Forschung vor allem dem Tibetischen gewidmet. Hierfür unternahm er auch mehrere Forschungsreisen nach Sikkim und Nepal. Er verließ den bayerischen Staatsdienst im Zusammenhang mit den Studentenunruhen 1968, auf die er laut dem Nachruf von Herbert Franke „nicht sehr geschickt reagierte“. Im Folgejahr folgte er dem Ruf auf eine Professur am Department of Uralic and Altaic Studies der Indiana University in Bloomington. Nach einem schweren Unfall im Jahr 1973 war seine Arbeit stark eingeschränkt, er lehrte aber noch bis 1980. Danach kehrte er nach Bayern zurück.
Er wurde 1949 zum korrespondierenden Mitglied der Mainzer Akademie der Wissenschaften und der Literatur und 1954 zum Mitglied der Bayerischen Akademie der Wissenschaften gewählt.
Helmut Hoffmann war verheiratet. Die Indologin und Hethitologin Ingeborg Hoffmann (1943–2011) war seine Tochter.
Als junger Privatdozent hielt er in Hamburg einen Vortrag über die tibetische Bon-Religion. Dabei begegnete er dem Schriftsteller Hans Henny Jahnn. An der Mainzer Akademie trafen sie sich ein zweites Mal. Hoffmann war mit dem Studiendirektor Rüdiger Wagner befreundet.

## Schriften (Auswahl)
- Bruchstücke des Aṭānāṭikasutra aus dem zentralasiatischen Sanskritkanon der Buddhisten. Leipzig 1939, OCLC 715543226.
- Quellen zur Geschichte der tibetischen Bon-Religion (= Abhandlungen der Akademie der Wissenschaften und der Literatur. Geistes- und sozialwissenschaftliche Klasse. Jahrgang 1950, Band 4). Verlag der Wissenschaften und der Literatur in Mainz (in Kommission bei Franz Steiner Verlag, Wiesbaden), Mainz 1950, OCLC 250776717.
- Die Religionen Tibets. Bon und Lamaismus in ihrer geschichtlichen Entwicklung. Freiburg im Breisgau 1956, OCLC 3218098.
- Tibet. A handbook. Bloomington 1986, OCLC 1088090303.